# Serniki (gmina)
Serniki (daw. gmina Syrniki, hist. gmina Wola Syrnicka) – gmina wiejska w województwie lubelskim, w powiecie lubartowskim. W latach 1975–1998 gmina położona była w województwie lubelskim.
Siedziba gminy to Serniki.
Według danych z 30 czerwca 2004 gminę zamieszkiwało 4878 osób. Natomiast według danych z 31 grudnia 2017 roku gminę zamieszkiwało 4925 osób.

## Historia
Gmina powstała pod nazwą gmina Syrniki za Królestwa Polskiego w powiecie lubartowskim w guberni lubelskiej pod koniec XIX wieku z obszaru zniesionych gmin Wola Syrnicka i Wólka Zawieprzycka.

## Struktura powierzchni
Według danych z roku 2002 gmina Serniki ma obszar 75,43 km², w tym:
- użytki rolne: 81%
- użytki leśne: 14%

Gmina stanowi 5,85% powierzchni powiatu.

## Demografia

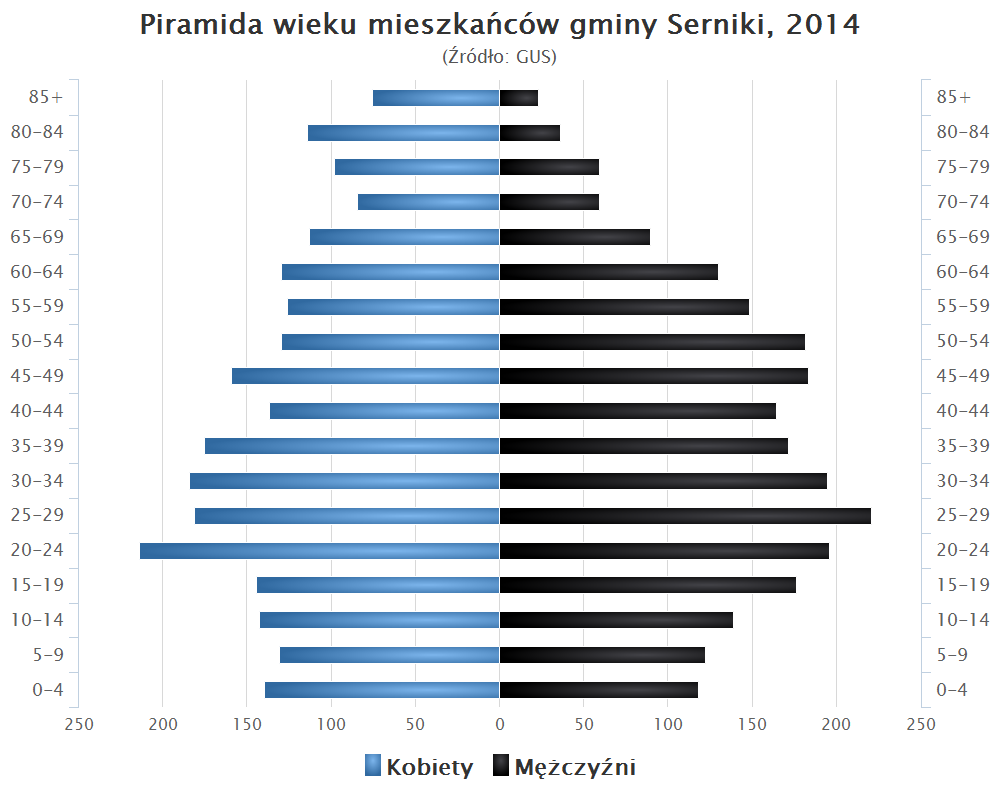
Piramida wieku mieszkańców gminy Serniki w 2014 roku

Dane z 30 czerwca 2004:
| Opis                              | Ogółem | Ogółem | Kobiety | Kobiety | Mężczyźni | Mężczyźni |
| --------------------------------- | ------ | ------ | ------- | ------- | --------- | --------- |
| jednostka                         | osób   | %      | osób    | %       | osób      | %         |
| populacja                         | 4878   | 100    | 2475    | 50,7    | 2403      | 49,3      |
| gęstość zaludnienia (mieszk./km²) | 64,7   | 64,7   | 32,8    | 32,8    | 31,9      | 31,9      |

## Gospodarka
Dominującą dziedziną gospodarki w gminie jest rolnictwo, pomimo niskiej wartości przestrzeni produkcyjnej i dominacji gleb IV klasy. Wśród upraw przeważają żyto i ziemniaki. Pozarolnicze dziedziny gospodarki nie rozwijają się znacząco na terenie tej gminy. Działają tutaj podmioty zajmujące się handlem i budownictwem, jednak koncentrują się na zaspakajaniu potrzeb miejscowej ludności oraz rolnictwa.

## Sołectwa
Brzostówka (sołectwa: Brzostówka I i Brzostówka II), Czerniejów, Nowa Wieś, Nowa Wola (sołectwa: Nowa Wola I i Nowa Wola II), Serniki, Serniki-Kolonia, Wola Sernicka (sołectwa: Wola Sernicka I i Wola Sernicka II), Wola Sernicka-Kolonia, Wólka Zabłocka, Wólka Zawieprzycka.

## Sąsiednie gminy
Gmina Serniki sąsiaduje z czterema gminami: na południu z gminą Spiczyn, na wschodzie z miejsko-wiejską Ostrów Lubelski, na północy z Niedźwiadą, a na zachodzie z 
gminą miejską Lubartów.